# Corolla

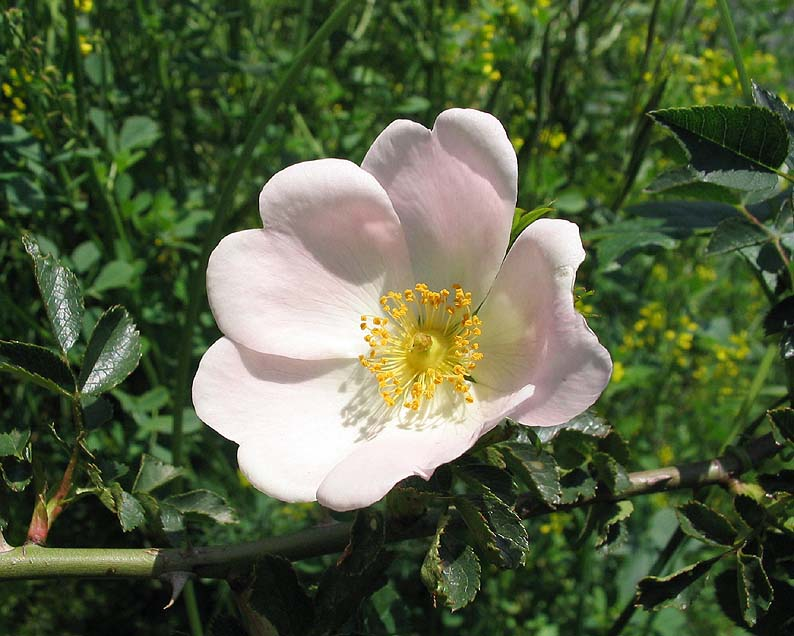
Corolla di rosa canina

La corolla è una parte del fiore delle angiosperme. Formata dall'insieme dei petali, costituisce la serie più interna di elementi del perianzio. È posizionata all'interno del calice (formato dai sepali) e prima dell'androceo (formato dagli stami) e del gineceo (formato dai pistilli).

## Descrizione
Insieme al calice forma il perianzio, ovvero l'insieme delle foglie sterili trasformate (antofilli) che nel fiore svolgono funzione di protezione nei confronti delle foglie fertili (stami e carpelli) e funzione di richiamo degli impollinatori (funzione vessillare). 
Il colore della corolla, dal quale dipende la sua funzione vessillare, può essere dato da vari fattori. La presenza di carotenoidi, contenuti nei cromoplasti, sarà responsabile delle colorazioni giallo-aranciate; flavoni e flavonoli, pigmenti idrosolubili vacuolari, danno colorazioni dal bianco al giallo (poiché questi composti assorbono la radiazione UV, la loro presenza è percepita ad esempio dalle api); antociani, pigmenti idrosolubili vacuolari, che impartiscono colorazioni dal rosa all'azzurro, in funzione sia della loro struttura chimica che del pH del succo vacuolare. Infine, alcune corolle sono bianche perché le cellule che formano i petali sono vuote e quindi riflettono la luce incidente.

### Tipologie
I petali che formano la corolla possono essere separati tra loro e la corolla viene detta "dialipetala" (ad esempio il garofano, famiglia Caryophyllaceae). Se i petali sono fusi, la corolla è detta "gamopetala" (ad esempio la campanula). 
Se i petali inseriti nel talamo sono disposti secondo una simmetria raggiata, la corolla è detta "actinomorfa" (ad esempio nella famiglia delle Rosaceae). Se questa simmetria viene persa a favore di una simmetria bilaterale, la corolla è "zigomorfa" (ad esempio nell'orchidea). Se non esiste simmetria la corolla è detta "asimmetrica". La tendenza evolutiva è il passaggio da corolle attinomorfe dialipetale (nelle quali è ben chiaro che i petali sono in realtà foglie trasformate) a corolle zigomorfe gamopetale (con aspetti alquanto complessi).
Quando petali e sepali non sono morfologicamente distinguibili, si parla di tepali (esempio è il giglio). Nel narciso, la corolla presenta delle appendici che formano un involucro, detto corona (paracorolla).

### Sistematica
In generale, la forma della corolla costituisce un carattere sistematico di grande importanza.
Alcune famiglie mostrano come carattere distintivo un particolare tipo di corolla, alcuni esempi sono
- corolla papilionata

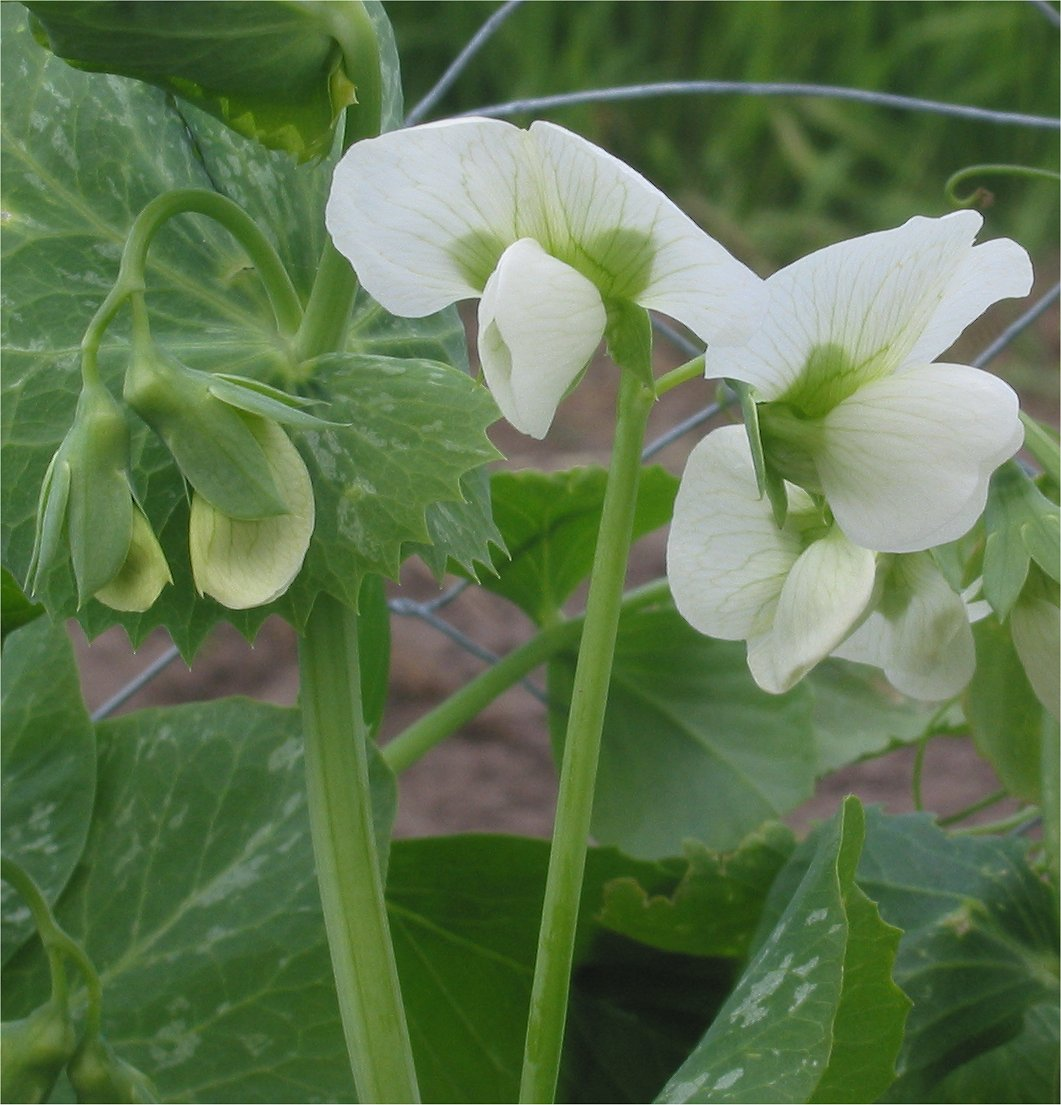
corolla papillionacea di Pisum sativum

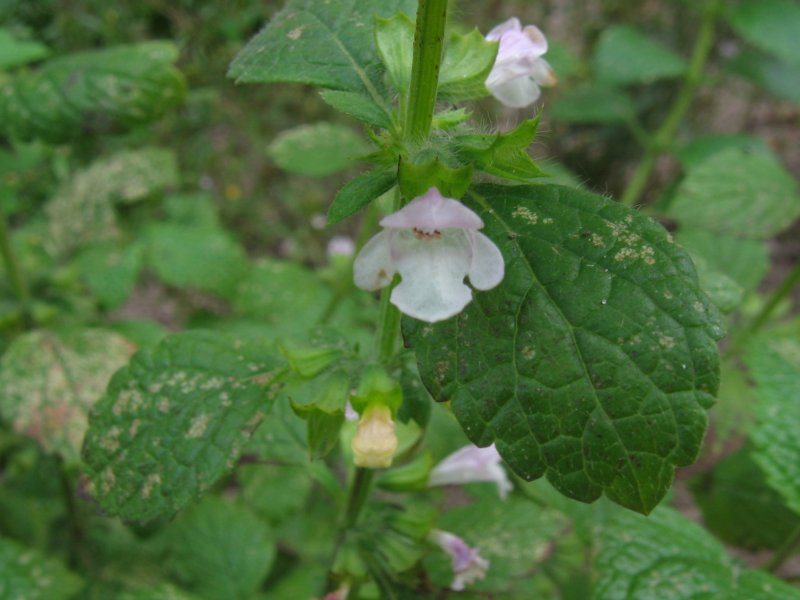
corolla bilabiata

è dialipetala, zigomorfa, tipica della famiglia delle Papilionacee o Fabacee.
si distingue un petalo superiore detto "vessillo" due petali laterali dette "ali", e due petali inferiori saldati a doccia detti "carena". La simmetria à del tipo bilaterale.
- corolla bilabiata

è gamopetala, zigomorfa, tipica della famiglia delle Labiatae. 
Si distingue un labbro superiore formato da due petali saldati, ed un labbro inferiore con tre petali, dei quali il centrale molto ampio e i due laterali più piccoli. La simmetria à del tipo bilaterale.
- Nelle Asteraceae, quello che ha l'aspetto di un fiore, in realtà è un'infiorescenza che mima un fiore unico. Tale infiorescenza è detta capolino. Quindi quella che sembra una corolla, in realtà è formata dalla singole corolle dei fiori più esterni del capolino, detti fiori del raggio.